# Alexei Ljalko
Alexei Ljalko (* 12. Januar 1985) ist ein ehemaliger kasachischer Radrennfahrer.

## Sportliche Laufbahn
Alexey Ljalko wurde 2004 Etappendritter bei der International Presidency Turkey Tour und bei der Aserbaidschan-Rundfahrt gelangte er auch zweimal aufs Podium. Im Jahr darauf wurde er bei den Asienmeisterschaften auf der Bahn Zweiter in der Einerverfolgung. 2006 fuhr Ljalko für das kasachische Continental Team Capec. Bei den Asienspielen in Doha belegte er im Dezember in der Einerverfolgung den siebten Rang. Kurz darauf gewann er mit seinem Landsmann und Teamkollegen Ilja Tschernyschow die Silbermedaille im Madison. 2007 wurde Ljalko Weltmeister im Scratch bei der B-Weltmeisterschaft in Kapstadt. 2012 errang er bei den asiatischen Radsportmeisterschaften gemeinsam mit Sergei Kusin, Dias Ömirsaqow und Artjom Sacharow die Bronzemedaille in der Mannschaftsverfolgung.
Auf der Straße gewann Ljalko 2008 das katarische Rennen Golden Jersey und 2011 eine Etappe der Azerbaïjan Tour.

## Erfolge

### Bahn
2005
- Asienmeister – Punktefahren
- Asienmeisterschaft – Einerverfolgung, Ausscheidungsfahren

2006
- Asienspiele – Zweier-Mannschaftsfahren (mit Ilja Tschernyschow)

2007
- B-Weltmeister – Scratch

2012
- Asienmeisterschaft – Mannschaftsverfolgung (mit Sergei Kusin, Dias Ömirsaqow und Artjom Sacharow)

### Straße
2008
- Gesamtwertung und Mannschaftszeitfahren Golden Jersey

2011
- eine Etappe Azerbaïjan Tour

## Teams
- 2006 Cycling Team Capec
- 2008 Ulan
- 2012 Track Team Astana